# Taslima Nasrin
Taslima Nasrin o Taslima Nasreen (en bengalí: তসলিমানাসরিন) (Mymensingh, 25 d'agost de 1962) és una metgessa i escriptora bengalí, activista en favor dels drets humans.

## Biografia
Va néixer el 25 d'agost de 1962 a la ciutat de Mymensingh, filla d'un metge i professor a la universitat mèdica del govern. Va estudiar medicina a la universitat de la seva ciutat natal, i s'especialitzà en ginecologia, i a partir de 1986 ha exercit de metgessa en un hospital públic de Mymensingh.

## Activista en favor dels drets humans
Activista en favor dels drets humans i la igualtat entre home-dona, ha expressat el seu suport a les minories no islàmiques dins la societat islàmica. Aconseguí renom al seu país gràcies a la seva obra literària i als seus escrits periodístics, desenvolupant idees crítiques sobre la majoria de les religions, i especialment sobre l'islam.
Des de 1993 ha plantat cara a les amenaces de mort rebudes per part de fonamentalistes islàmics, que van dictar una fàtua en contra d'ella, a partir de la publicació de la seva obra Lajja ('Vergonya'). El llibre, prohibit pel govern, explica la tortura de les minories hindús a Bangladesh, motiu pel qual el govern li confiscà el passaport i la condemnà per blasfèmia. Aquestes amenaces l'han obligada a abandonar el seu país; s'ha instal·lat successivament a Suècia, Berlín i actualment a l'Índia, on ha sol·licitat asil i la nacionalitat. Al març de 2007 un grup radical d'Indis Musulmans han ofert 500.000 rupies per la seva decapitació.
Els llibres de Nasrin han estan prohibits a Bangladesh. El govern ha denunciat que "contenen els sentiments i les declaracions contràries a l'islam que podrien destruir l'harmonia religiosa de Bangladesh".
L'any 1994 fou guardonada amb el Premi Sàkharov per la Llibertat de Consciència concedit pel Parlament Europeu.